# Wetternsystem in der Kollmarer Marsch
Wetternsystem in der Kollmarer Marsch este o arie protejată (arie specială de conservare — SAC, sit de importanță comunitară — SCI) din Germania întinsă pe o suprafață de 26 ha, integral pe uscat.

## Localizare
Centrul sitului Wetternsystem in der Kollmarer Marsch este situat la coordonatele 53°45′17″N 9°29′29″E / 53.7547°N 9.4914°E.

## Înființare
Situl Wetternsystem in der Kollmarer Marsch a fost declarat sit de importanță comunitară în septembrie 2004 pentru a proteja 2 specii de animale. Situl a fost protejat și ca arie specială de conservare în ianuarie 2010.

## Biodiversitate
Situată în ecoregiunea atlantică, aria protejată nu include niciun habitat protejat.
La baza desemnării sitului se află mai multe specii protejate de  pești (2): țipar (Misgurnus fossilis), boarță (Rhodeus amarus).